# Amerikanska judar
Amerikanska judar eller judiska amerikaner är amerikaner med judisk-etnisk härstamning och/eller kulturell tillhörighet. Det judiska samfundet i USA består främst av ashkenazer, som härstammar från judar i Central- och Östeuropa.

## Historia
USA har haft en judisk närvaro sedan bildandet av de tretton kolonierna vid mitten av 1600-talet. De var ursprungligen mestadels sefarder, men från 1720 kom ashkenazer att dominera. De första judarna kom till Nieuw-Amsterdam.